# 勒菲约
勒菲约（法語：Le Fieu，法語發音：[lə fjø]）是法国吉伦特省的一个市镇，属于利布尔讷区。

## 地理
勒菲约（45°3'34"N, 0°2'1"W）面积14.67 平方千米，位于法国新阿基坦大区吉倫特省，该省份为法国西南部沿海省份，是法國本土面积最大的省，北起滨海夏朗德省，西临大西洋，南至朗德省，东南接洛特-加龍省，东临多爾多涅省。
与勒菲约接壤的市镇（或旧市镇、城区）包括：库特拉、莱塞格利索特和沙洛尔、莱潘蒂尔、波谢尔、圣克里斯托夫德杜布尔。

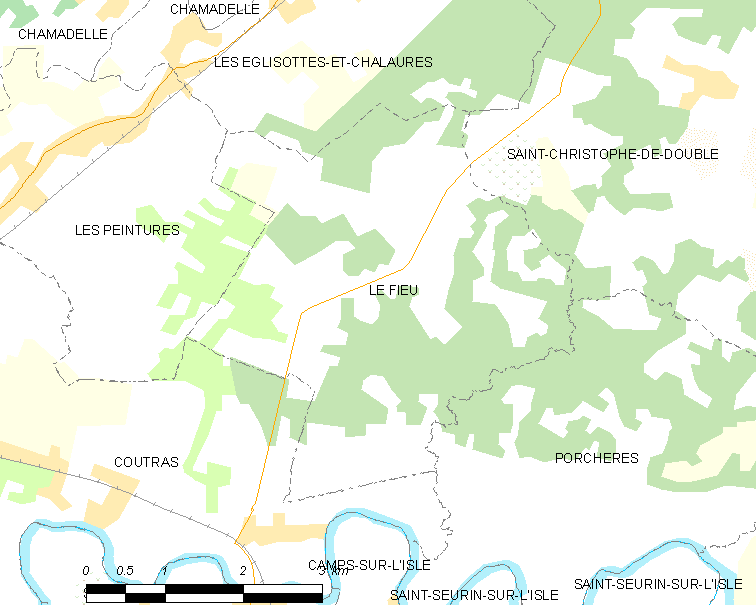
勒菲约的OSM定位图

勒菲约的时区为UTC+01:00、UTC+02:00（夏令时）。

## 行政
勒菲约的邮政编码为33230，INSEE市镇编码为33166。

## 政治
勒菲约所属的省级选区为北利布尔奈县。

## 人口

1962-2008年间勒菲约人口变化图示

勒菲约于2022年1月1日时的人口数量为501人。